# Universidad de Indiana de Pensilvania
La Universidad de Indiana de Pensilvania es una universidad pública localizada en Indiana, Pensilvania, en los Estados Unidos. Indiana de Pensilvania se ubica a 89 km al noreste de Pittsburgh. Es la universidad más grande del Sistema Estatal de Educación Superior de Pensilvania. Hay más de 14.000 estudiantes matriculados en la universidad.

## Deporte
- Datos: Q1661325
- Multimedia: Indiana University of Pennsylvania / Q1661325